# Hans Kinzl
Hans Kinzl (Sankt Florian am Inn, 5 ottobre 1899 – Innsbruck, 23 ottobre 1979) è stato un geografo, esploratore e alpinista austriaco.

## Biografia
Studiò geografia con Johann Sölch, discepolo di Albrecht Penck. Formò il Deutscher und Österreichischer Alpenverein e esplorò con esso le Alpi e le Ande peruviane dove svolse ricerche glaciologiche, geomorfologiche, agricole e demografiche. Hans Kinzl è meglio conosciuto per la prima mappatura della Cordillera Blanca nel 1930. Nella geografia culturale e storica si dedicò ai sistemi di irrigazione della costa peruviana e fondò la Scuola di Geografia della popolazione di Innsbruck. In seguito divenne capo del dipartimento di geografia dell'Università di Innsbruck.

## Opere principali
- 1933: Cordillera Blanca und mittleres Santa-Tal (Peru) (La Cordillera Blanca y el valle central del Santa)
- 1934: Bei den Deutschen am Pozuzo
- 1940: Alpinismo-Andinismo
- 1940: La ruptura del lago glacial en la quebrada de Ulta en el año 1938
- 1940: Los glaciares de la Cordillera Blanca
- 1942: Gletscherkundliche Begleitworte zur Karte de Cordillera Blanca
- 1944: Die künstliche Bewässerung in Peru
- 1944: Die anthropogeographische Bedeutung der Gletscher und die künstliche Flurbewässerung in den peruanischen Anden
- 1949: Die Vergletscherung in der Südhälfte der Cordillera Blanca (Peru)
- 1950: Karsterscheinungen in den peruanischen Anden
- 1954: Ein Jahr geographischer Forschung in Peru
- 1955: Cordillera Huayhuash, Perú: ein Bildwerk über ein tropisches Hochgebirge
- 1955: Peru von heute
- 1958: Die Dünen in der Küstenlandschaft von Peru
- 1963: Die altindianischen Bewässerungsanlagen in Peru nach der Chronik des Pedro de Cieza de Leon
- 1968: La glaciación actual y pleistocenica en los Andes centrales
- 1971: Naturschutzfragen in den peruanischen Anden